# Burning in the Skies
Burning in the Skies is een nummer van de Amerikaanse alternatieve rockgroep Linkin Park. Het is geschreven door Chester Bennington en Mike Shinoda en geproduceerd door Rick Rubin en Shinoda. Het nummer werd op 21 maart 2011 uitgegeven als de derde Europese single van A Thousand Suns.

## Achtergrond
Tijdens een chatsessie op 15 december 2010 meldde Shinoda dat de kans groot was dat dit nummer als derde single van het vierde studioalbum A Thousand Suns uitgebracht zou worden. Niet lang daarna werd bekend dat dit definitief was.
Burning in the Skies is het derde nummer op het album, maar wel het eerste volledige nummer dat boven de drie minuten klokt. Het album wordt ingeleid met The Requiem en The Radiance, die in elkaar overlopen. In Burning in the Skies zijn ook nog elementen uit The Radiance te horen. Het nummer klokt vier minuten en dertien seconden en heeft hiermee gemiddeld een langere tijdsduur in vergelijking met voorgaande singles.
Tijdens de Australische tour werd het nummer op 13 januari in Melbourne voor het eerst live gespeeld. Opvallend was de rol van Shinoda als leadgitarist, in contrast met zijn gewoonlijke rol als ritmisch gitarist. Hiervoor zongen Shinoda en/of Bennington een deel of delen van het nummer na de brug van Bleed It Out.

### Compositie
Burning in the Skies is een van de rustigere nummers van het album en begint met overblijfselen van The Radiance en een pianoakkoorden in driekwartsmaat beginnen. Na vier maten begint een rustige elektrische drumpatroon, de elektrische gitaar die guitarpickt en de basgitaar, die een prominente rol heeft. Hier na begint Shinoda het eerste couplet te zingen. Hoewel Shinoda op The Catalyst in het tweede gedeelte twee zinnen (met stembewerking) zingt, is het op dit nummer voor het eerst op een single dat hij op een pure toon zingt. Na het couplet volgt het eerste refrein, die weer in een kwartsmaat is en door Bennington wordt gezongen. Dit refrein is een halve, de twee volgende refreinen bevatten acht regels. Op de achtergrond zingt Shinoda "Ooh", zoals hij dat ook op Bleed It Out en No More Sorrow doet. Het tweede couplet is opnieuw in een driekwartsmaat en het refrein valt terug in de gebruikelijke kwartsmaat. Dit is het eerste nummer in de geschiedenis van de band dat een dergelijke tijdconstructie heeft. De brug bevat een gitaarsolo dat gebaseerd is op akkoorden en er is een break, waarin alleen de piano en Benningtons eerste helft van het couplet te horen zijn. De band komt weer in en de guitarpicking is nu licht strummende gitaarspel geworden, terwijl de drums nu meer op livedrums lijken door de toegenomen dynamiek maar nog steeds elektronisch zijn. Bennington houdt de laatste lettergreep van "deserve" enkele tellen vast en herhaalt de laatste zin opnieuw, waarna de band ophoudt en onder pianobegeleiding Shinoda de eerste twee regels van het eerste couplet herhaalt. Aan het einde van het nummer zijn kort oorlogsgeluiden te horen, die onderdeel zijn van Empty Spaces, de volgende interlude van het album.

## Videoclip
Van 16 tot en met 18 januari was de band bezig met het opnemen van de videoclip. Hahn was wederom de regisseur en noemde het "explosief". De clip was sinds 22 februari op het internet te vinden, buiten de officiële kanalen van de band. De videoclip bevat een aantal verhaallijnen van mensen in verschillende levensfasen en bezig met verschillende dingen: een kind dat speelt in een tent, een groep mannen dat feest, een oudere man die in zijn eentje met de foto van zijn overleden vrouw dineert, een student die in haar kamer studeert, een stel dat in een auto met overzicht over de stad voor het eerst gaat kussen en een vrouw die halfnaakt naar zichzelf kijkt in de badkamer. In de brug is een nucleaire explosie te zien in de overzicht van de stad waardoor de personages door de golven van de explosie geraakt worden. De hele clip is geschoten in slow motion en de band is niet optredend te zien, maar wel vanaf de brug in korte shots waar zij de klappen van de golf ook voelen.

## Ontvangst

### Kritisch
Artist Direct vindt dat in het nummer Bennington in het refrein zijn meest poëtisch geschreven tekst zingt en dat het beeld van het nummer zowel vernietigend als vreemd en goddelijk.

### Commercieel
Het nummer heeft als single nog geen hitlijst bereikt.

## Verschijning in populaire cultuur
Het nummer is met vijf andere nummers van het album beschikbaar in het voor Guitar Hero: Warriors of Rock geschikte Linkin Park Track Pack.

## Medewerkers
Linkin Park
- Chester Bennington: leadvocalen
- Rob Bourdon: drum, percussie
- Brad Delson: gitaar
- Joseph Hahn: DJ, scratching, programmering, sampling
- Phoenix: basgitaar
- Mike Shinoda: gitarist, leadvocalen, achtergrondvocalen, producer, MC

Productie
- Rick Rubin: producer
- Mike Shinoda: producer, engineer, creatieve regie, pro-tools
- Vlado Meller: mastering
- Neal Avron: mixing
- Ethan Mates: engineer, pro-tools
- Jason Newell: engineer, pro-tools
- Lindsay Chase: productiecoördinatie
- Ryan DeMarti: productiecoördinatie, A&R
- Liza Joseph: A&R
- Tom Whalley: A&R

Overig
- Ellen Wakayama: creative regie
- Josh Vanover: artwork, creative regie
- Frank Maddocks: artregie, ontwerp, creative regie
- Jerry Johnson: drumtechnicicus
- Kymm Britton: P&R
- Anton Brooks: P&R
- Nicholas Fournier: assistent
- Mark Santangelo: assistent